# Ampeg SVT

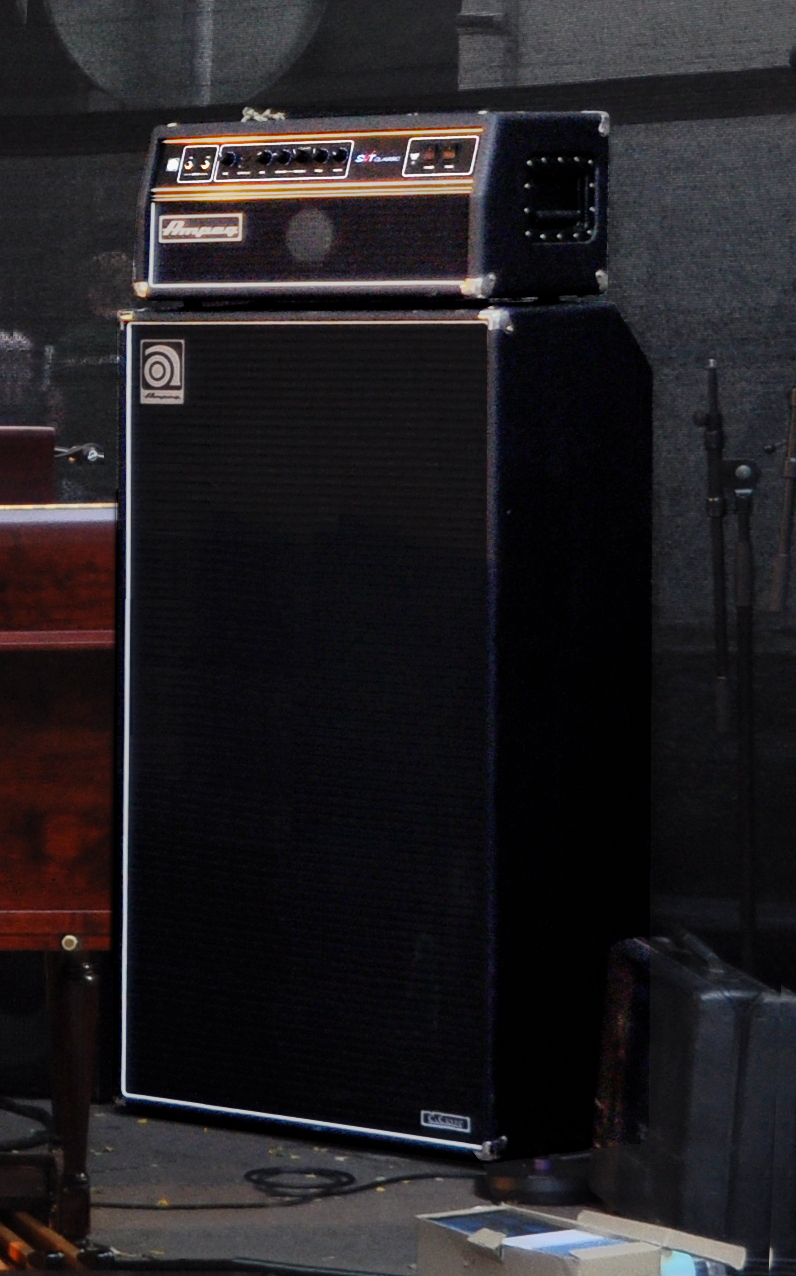
Ampeg SVT Classic

Ampeg SVT — бас-гитарный усилитель, разработанный Биллом Хьюзом и Роджером Коксом для компании Ampeg и выпускаемый с 1969 года. 

## Описание
SVT представляет собой автономный усилитель («голову», в отличие от «комбинированных» блоков, содержащих усилитель и динамики в одном корпусе) и способен достигать выходной мощности в 300 Вт; это делает SVT важной частью оборудования для групп, выступающих на музыкальных фестивалях и других крупных площадках. 
SVT хоть и претерпел много изменений в дизайне, но тем не менее всё ещё продолжает выпускаться. 
Хотя SVT можно применять в комбинации с любой акустической системой («кабинетом») на 300 Вт и сопротивлением в 2 или 4 Ома, Ampeg рекомендовал использовать его с парой колонок, содержащих по восемь 10-дюймовых динамиков, потому что одной акустической системы было недостаточно, чтобы справиться с мощностью SVT. Лишь в 1980 году, когда появились колонки, способные выдерживать номинальную мощность до 350 Вт, музыканты смогли использовать «голову» SVT в сочетании с лишь одним «кабинетом».
Изначально название SVT расшифровывалось как Super Vacuum Tube, но с тех пор Ampeg изменил значение аббревиатуры на Super Valve Technology, где слово «valve» («клапан») относится к принятому в Великобритании названию электронных ламп.

## История создания
После того, как Unimusic в 1967 году приобрел Ampeg, новое руководство компании активно занималось рынком рок-музыки, открывая офисы в Чикаго, Нэшвилле и Голливуде и разрабатывая продукты, предназначенные для удовлетворения потребностей рок-музыкантов. 
Когда The Rolling Stones начали в Голливуде репетиции для своего американского тура 1969 года, их британские усилители от Fender не заработали, из-за другого стандарта напряжения электросети. Дорожный менеджер Ян Стюарт связался с Ричем Манделлой из офиса Ampeg в Голливуде и Манделла предоставил группе пять опытных усилителей с высокой выходной мощностью. Эта новая модель, разработанная Биллом Хьюзом и Роджером Коксом, использовала 14 ламп для генерации 300 Вт (в то время как большинство ламповых усилителей генерировали менее 100 Вт). 
Rolling Stones взяли эти прототипы усилителей Ampeg с собой в концертный тур и использовали их для гитар и бас-гитар на протяжении всего турне. Так как использовались опытные экземпляры усилителей, то вместе с ними компания отправила с группой в турне и выделенного техника, который приглядывал бы за оборудованием. 
После окончания тура Ampeg запустил SVT в серийное производство, представив его на NAMM Show 1969 года.

## Типы усилителей

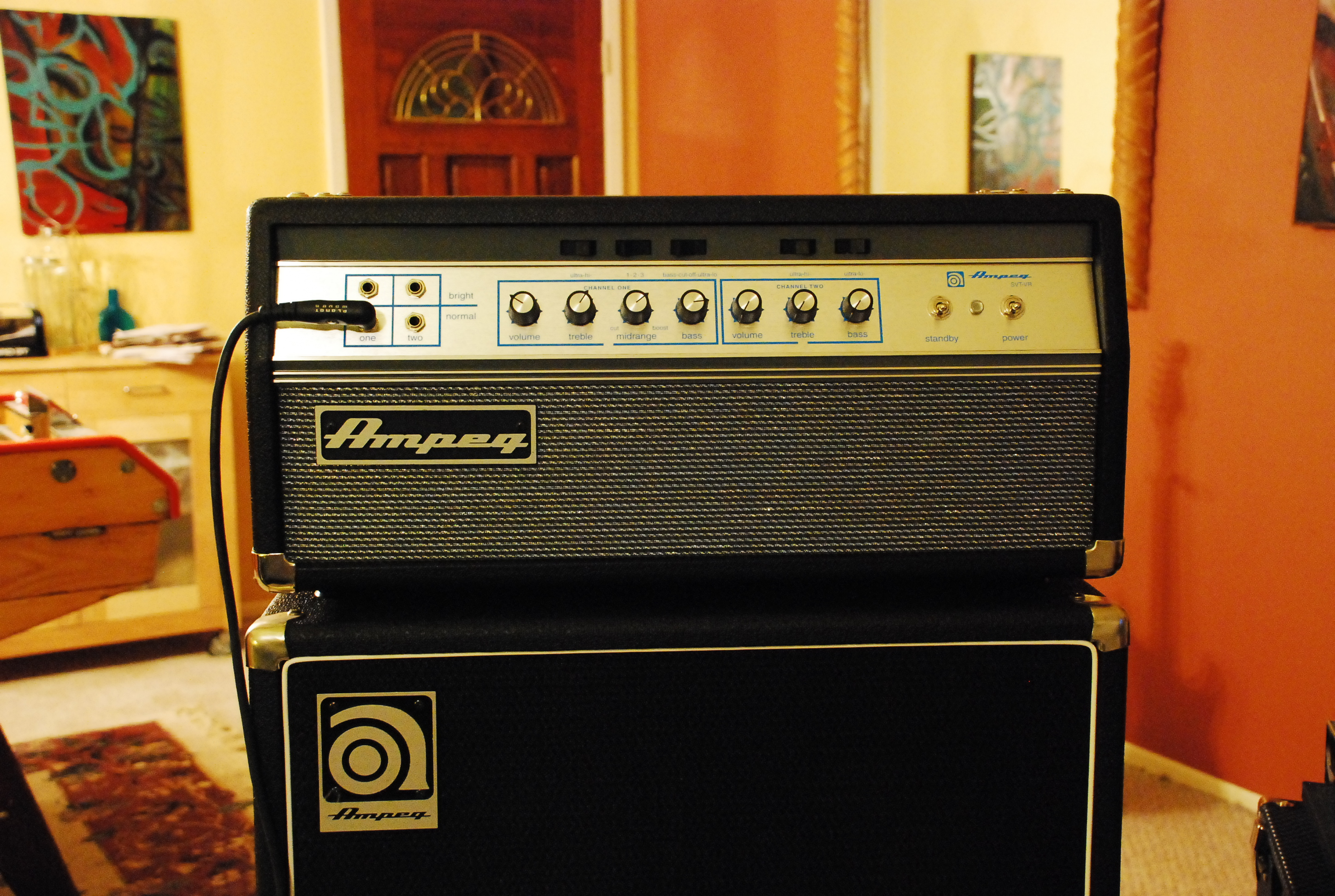
Ampeg SVT VR «Vintage Reissue»

Существует три типа оригинальных усилителей SVT. К первому относятся SVT «blue line», названные так в честь синей трафаретной печати, которая окружает элементы управления тоном. В начале 1969-70 гг. «Синие линии» использовали на выходном каскаде вакуумные лампы 6146B, которые, как выяснилось, были нестабильными и были заменены на более надёжные и широко используемые лампы 6550, примерно в середине 1970 года.
Вторая версия называется SVT «black line», получив своё название от чёрной (а не синей) трафаретной печати на лицевой панели. Как и более поздние модели «blue line», SVT «black line» используют лампы 6550 вместо 6146B. У более поздних моделей 70-х годов есть те же особенности, что и у SVT «черной линии», за исключением того, что линии вокруг регуляторов тембра имеют закруглённые углы и плавно перетекают в регуляторы тембра. Кроме того, эти модели включали 3-контактные кабели питания, однако переключатель полярности у них отсутствовал.
В начале 1980-х Ampeg была куплена Music Technologies, Inc. (MTI), которая заключила контракт на производство SVT в Японии. Хотя SVT эпохи MTI в основном идентичны предыдущим версиям, существовали небольшие различия. MTI SVT содержали чёрные лицевые панели с белыми надписями, чёрную ткань, более грубый текстурированный текстиль, а также подпружиненные ручки. Эти SVT также включают в себя кнопку-переключатель на задней панели, для выбора импеданса нагрузки в 2 или 4 Ома, а также более длинный и толстый 3-контактный кабель питания. Кроме того, некоторые компоненты, такие как трансформаторы, в SVT эпохи MTI имеют японское происхождение, в отличие от оригинальных трансформаторов SVT, сделанных в Чикаго.
В 1986 году компания St. Louis Music (SLM) приобрела права на бренд Ampeg и стала владельцем всего оборудования MTI, содержащего достаточно оригинальных компонентов для сборки ещё пятисот усилителей. Эти усилители 1987 года SVT Limited Edition были созданы в США собственной командой SLM, Skunk Works, где каждый из аппаратов имел выгравированную панель с указанием серийного номера устройства.
 
В 1990 году Ampeg представила модели SVT-II и SVT-II Pro, а в 1994 году — SVT-CL (Classic).
В 2005 году компания LOUD Technologies приобрела St. Louis Music, включая Ampeg. Под руководством LOUD производство Ampeg SVT было перенесено в Азию. В 2010 году Ampeg представила серию Heritage Series, изготовленную на заводе LOUD Technologies в Вудинвилле, штат Вашингтон, включая «голову» Heritage SVT-CL и «кабинеты» SVT-810E и SVT-410HLF. В обновленном усилителе использовались лампы марки JJ в предусилителе и для раскачки и лампы "Winged C" 6550 на выходе, протестированные и отобранные Ruby Tubes (Калифорния), а также утолщённая двухслойная печатная плата толщиной 1,6 мм с металлизированными отверстиями и увеличенным весом.
В мае 2018 года Yamaha Guitar Group приобрела Ampeg у LOUD Audio. Ampeg продолжает производить и продавать модели SVT Heritage Series и SVT Pro Series.